# 新塘乡 (恩施市)
新塘乡，是中华人民共和国湖北省恩施土家族苗族自治州恩施市下辖的一个乡镇级行政单位。

## 行政区划
新塘乡下辖以下地区：
新塘社区、双河社区、太山庙社区、下塘坝村、保水溪村、前坪村、峁山村、龚家坪村、校杨坝村、下坝村、横栏村、河溪村和木栗园村。